# Старомышастовское сельское поселение
Старомышастовское сельское поселение — муниципальное образование в Динском районе Краснодарского края России.
В рамках административно-территориального устройства Краснодарского края ему соответствует Старомышастовский сельский округ.
Административный центр — станица Старомышастовская.

## География
Площадь поселения — 182,02 км².

## Население
| 2010    | 2012    | 2013    | 2014    | 2015    | 2016    | 2017    |
| ------- | ------- | ------- | ------- | ------- | ------- | ------- |
| 10 743  | ↗10 839 | ↗10 977 | ↗11 089 | ↗11 201 | ↗11 358 | ↗11 509 |
| 2018    | 2019    | 2020    | 2021    | 2023    |         |         |
| ↗11 616 | ↘11 583 | ↘11 570 | ↘11 411 | ↘11 228 |         |         |

## Населённые пункты
В состав сельского поселения (сельского округа) входят 4 населённых пункта:
| № | Населённый пункт  | Тип населённого пункта | Население (чел.) |
| - | ----------------- | ---------------------- | ---------------- |
| 1 | Старомышастовская | станица                | ↗11 250          |
| 2 | Восточный         | хутор                  | ↘36              |
| 3 | Горлачивка        | хутор                  | ↘45              |
| 4 | Новый             | хутор                  | ↗52              |